# Okres Šaľa
Der Okres Šaľa ist ein Verwaltungsgebiet im Süden der Slowakei mit 54.110 Einwohnern (2004, 2001 waren es 52.718, davon 33.435/61,9 % slowakisch und 19.283/35,7 % ungarisch) und einer Fläche von 356 km².
Historisch gesehen liegt der Bezirk zum größten Teil im ehemaligen Komitat Neutra (Osten), ein kleiner Teil im Westen um die Orte Diakovce, Tešedíkovo und Žihárec gehört zum ehemaligen Komitat Pressburg (siehe auch Liste der historischen Komitate Ungarns).

## Bevölkerung
| Jahr                | 1994   | 2004    | 2014    | 2024    |
| ------------------- | ------ | ------- | ------- | ------- |
| Anzahl der Personen | 54.540 | 54.110  | 52.780  | 49.971  |
| Unterschied         |        | −0,78 % | −2,45 % | −5,32 % |

| Jahr                | 2023   | 2024    |
| ------------------- | ------ | ------- |
| Anzahl der Personen | 50.384 | 49.971  |
| Unterschied         |        | −0,81 % |

## Städte
- Šaľa (Schala)

## Gemeinden
| - Diakovce - Dlhá nad Váhom (Langendorf an der Waag) - Hájske - Horná Kráľová | - Kráľová nad Váhom (Waagkönigsdorf) - Močenok (Motschenok) - Neded - Selice | - Tešedíkovo - Trnovec nad Váhom - Vlčany - Žihárec |

Das Bezirksamt ist in Šaľa.

## Kultur
In dem Artikel Denkmalgeschützte Objekte im Okres Šaľa findet man Informationen über die vom slowakischen Denkmalamt geschützten Objekte im Okres.